# Крістоф де Маржері
Крісто́ф де Маржері́ (фр. Christophe de Margerie, нар. 6 серпня 1951, Марей-сюр-Ле-Діссе, Франція — пом. 21 жовтня 2014, Москва, Росія) — французький бізнесмен, головний виконавчий директор енергетичного концерну «Total», четвертої за величиною нафтової компанії Європи. Загинув у Москві в авіакатастрофі, через зіткнення літака зі снігоприбиральною машиною на злітній смузі. Прибічник  російського режиму та економічних зв'язків з Москвою.

## Життєпис
У 1974 році, після закінчення Вищої школи комерції в Парижі, розпочав кар'єру в корпорації «Total». Займав пости у фінансовому департаменті компанії та у підрозділі розвідки та видобування вуглеводнів. У 1995 році де Маржері було призначено керівником близькосхідного підрозділу компанії — «Total Middle East», а чотири роки потому він став керівником підрозділу розвідки та видобування вуглеводнів та членом правління концерну.
У 2000 році Крістоф де Маржері отримав посаду старшого віце-президента, а у 2002 році — президента з розвідки та видобування нещодавно утвореного концерну «TotalFinaElf», який у 2003 році отримав свою сучасну назву — «Total».
На загальних зборах акціонерів компанії, що відбулися 12 травня 2006 року, де Маржері було обрано членом Ради директорів, а 14 лютого наступного року — головою правління концерну.

## Загибель
Крістоф де Маржері загинув о 10-й хвилині на першу в ніч проти 21 жовтня 2014 року на злітній смузі московського аеропорту «Внуково» внаслідок катастрофи приватного літака Dassault Falcon 50. Окрім нього загинули усі троє членів екіпажу. Причиною аварії стало зіткнення літака зі снігоприбиральною машиною, що виїхала на злітну смугу.
Серед можливих причин аварії слідство називає сп'яніння водія снігоприбиральної машини та помилку диспетчерів. Тим часом водій і його адвокат спростовують інформацію про сп'яніння, аргументуючи це станом здоров'я водія.

## Нагороди та відзнаки
- Кавалер Ордена Почесного Легіону
- Кавалер Ордена «За заслуги» (Франція)